# Marco Antonio Canevalle
Marco Antonio Canevalle (Marek Antonín Canevalle, néha Marc Antonio Canevalle vagy Marcantonio Canevalle; Lanzo d’Intelvi, 1652. szeptember 28. – Prága, 1711. február 15.) olasz származású cseh barokk építész és építőmester, a Canevalle építészcsalád tagja.

## Élete
Életéről keveset tudunk. Giovanni Battista Canevalle öccse és Carlo Antonio Canevalle apja.
Pályájának kezdete tisztázatlan; első megbízója valószínűleg egy Goltsch családnevű úr volt, majd az 1628-ban nemességet kapott Pachtové z Rájova családnál, később a Gallas családnál, a Dietrichstein családnál, az Eggenberg családnál és a Valdštejn családnál dolgozott; képzettsége ismeretlen. 1674-ben bátyjával együtt felvették az óvárosi kőművescéhbe, 1680-ban az Újvárosban kapott polgárjogot. Barátságban volt a della Torre és az Allio családdal, valamint Silvestre Carlonnal.
Ahogy bevételei nőttek, fokozatosan házakat vásárolt Prágában.

## Fontosabb munkái

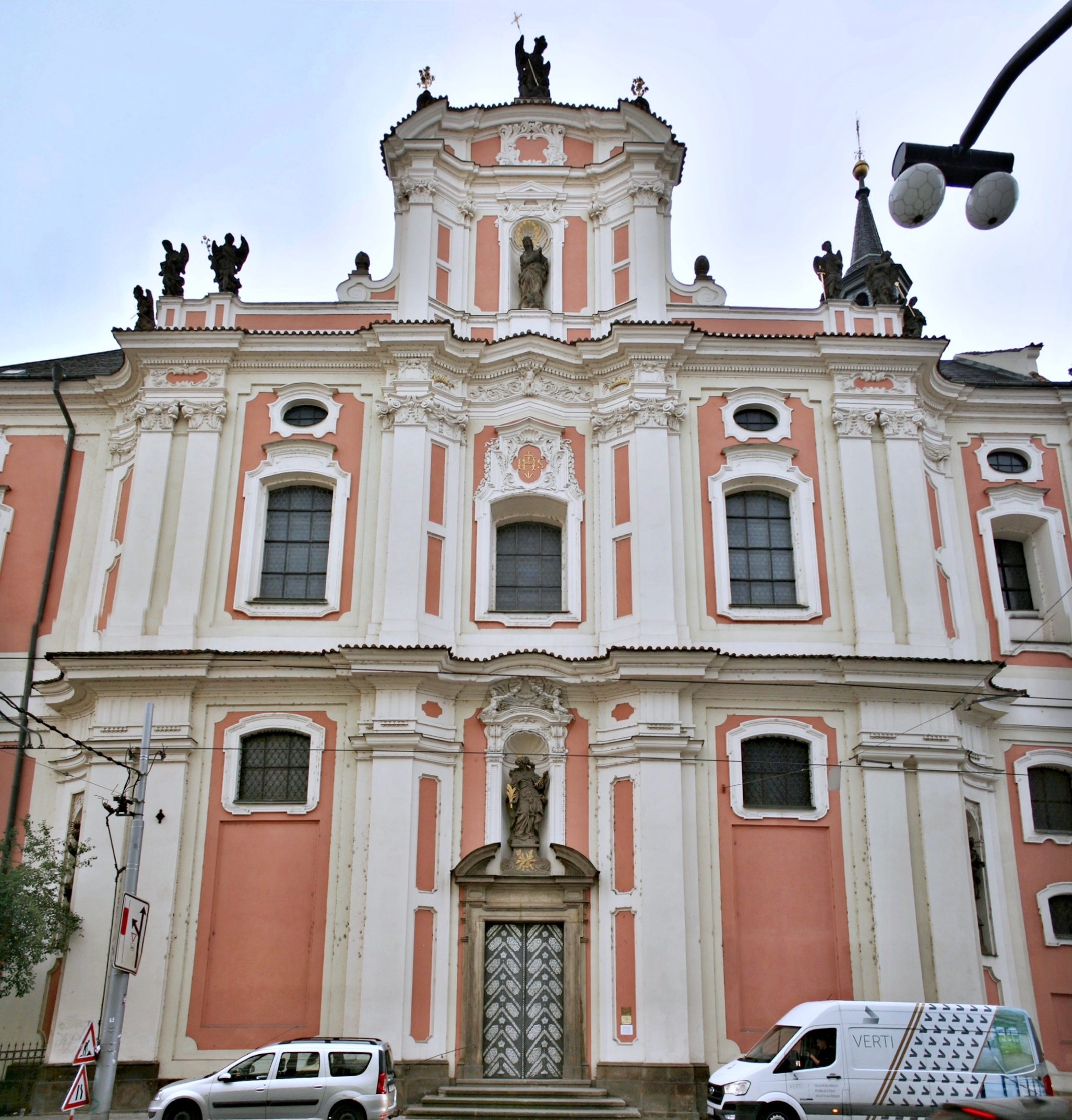
A Szent Orsolya-kolostortemplom

- Mnichovo Hradištében a kastély rekonstrukciója (1696–1704);
- Hejnicében a kolostor[3] átépítése (1691–1694; közreműködő);
- Nové Město pod Smrkemben a Szent Katalin-templom prizmás tornya  (1693);
- Liberecben a Szent Kereszt megtalálásának temploma (1695–1698);
- Duchcovban a Valdštejn család számára épített Angyali üdvözlet vártemplom (1698–1705);
- Vratislavice nad Nisouban a Szentháromság-templom (1700–1701);
- Prága Újvárosában Szent Orsolya-kongresszusra épített Szent Orsolya-templom (amelynek alapkövét 1699. április 4-én tették le) és a szomszédos kolostor, (1702–1704)[1]

Ez a Szent Orsolya-templom lett legfontosabb munkája, amellyel jelentősen hatott a következő évtized cseh templomépítészetére. itt hozta létre az első ritmikusan megkomponált, nagy fesztávú lombkoronaboltozatokkal ívelt teret. A kivitelezéshez figyelemreméltóan tervezett „oldalhomlokzatra” is szükség volt. Ezt a térkompozíciót látjuk ismétlődni a következő korszak legfontosabb szakrális épületeiben, az úgynevezett mozgalmi barokk alkotásaiban:
- aminek legjobb példája a chebi Szent Klára-templom,
- de alkalmazták a kevésbé radikálisan is Ústí nad Labemben a dominikánus templomban.[2]

Az ő  tervei szerint építette  fel 1711–1715-ben Giacomo Antonio Canevalle Petrovicében a Szent Mária-templomot és paplakot.
- Frýdlantban renoválta a kastélyt (1696 és 1698),
- a Hradzsínban pedig a Dietrichstein-házakat (1696).
- felépítette a Vratislavice nad Nisouban a Szentháromság-templomot (1700–01),
- 1704 után javasolta a loučeni vár bővítését.
- 1714–1515-ben építette a petrovicei Mária-templom új épületét (Jan Josef Valdštejn birtokán).[2]